# Dalopius kushiroensis
Dalopius kushiroensis là một loài bọ cánh cứng trong họ Elateridae. Loài này được Ôhira miêu tả khoa học năm 1997.